# Uojinsaari
Uojinsaari är en ö i Finland. Den ligger i sjön Kankarisvesi och i kommunen Jämsä i den ekonomiska regionen  Jämsä  och landskapet Mellersta Finland, i den södra delen av landet, 200 km norr om huvudstaden Helsingfors. Öns area är 1 hektar och dess största längd är 130 meter i sydväst-nordöstlig riktning.